# Mount & Blade
Mount&Blade é um jogo eletrônico em ambiente medieval single player, sem um roteiro fixo para Windows, MacOS X e Linux, desenvolvido pela empresa turca TaleWorlds Entertainment e publicado pela Paradox Interactive. A primeira versão foi lançada em 16 de setembro de 2008 na América do Norte, e três dias depois na Europa. O jogo origina-se de um projeto independente de Armagan Yavuz, fundador da Talewords, e sua esposa, Ipek Yavuz. A seguir da data de lançamento, versões beta do jogo são lançadas no website do desenvolvedor.
Mount&Blade é um jogo RPG de ação com ênfase em combates a cavalo. Ao contrário da maioria dos títulos do gênero, o jogo não contém nenhum elemento fantasioso. Ele não restringe o jogador a uma certa linha do tempo, mas apresenta um continente medieval chamado Calradia, onde o jogador ganha habilidade tanto de se alistar a uma das seis facções, assumindo o papel de um bandido ou ser neutro.
As críticas sobre Mount&Blade são positivas. Avaliadores destacam o jogo por sua mecânica de combate inovadora, e uma larga comunidade de modding, mas também criticam por suas missões repetitivas, diálogos e locais repetitivos, assim como pelos gráficos de baixa qualidade.
Uma sequência chamada Mount&Blade: Warband foi lançada em março de 2010 e em maio de 2011 uma expansão standalone chamada Mount&Blade: With Fire and Sword foi lançada. Atualmente, uma sequência chamada Mount & Blade II: Bannerlord está sendo produzida.
O Mount&Blade foi originalmente lançado em sete idiomas: inglês, polonês, chinês, húngaro, francês, alemão e espanhol. Porém, em 2015 ganhou uma tradução não-oficial em português, produzida unicamente por um fã brasileiro da franquia. Hoje essa tradução fica disponível gratuitamente para download em um grupo do facebook intitulado "Mount&Blade Brasil", o qual é administrado pelo autor da tradução.

## Jogabilidade
Mount&Blade é um jogo de interpretação de papéis, single player e de ação sem nenhum elemento fantasioso, que ocorre na terra medieval chamada Calradia. O jogo conta com uma jogabilidade sem roteiro, e não há linha do tempo. O jogador pode participar de cinco facções de batalha, lutar como um mercenário, assumir o papel de bandido ou ser do lado neutro.
No começo do jogo são oferecidas várias opções para customizar o personagem. Depois de selecionar o gênero, uma série de questões sobre o passado do personagem é conferida, o que define seus atributos iniciais. As opções da face são também customizáveis por um sistema similar aos encontrados nos jogos como The Sims 2 ou The Elder Scrolls IV: Oblivion.
Viajando para outras localidades, ou interagindo com outros exércitos é feito clicando no destino desejado. Ao encontrar outros exércitos adversários, o jogador pode tentar evitar o conflito, ou pode entrar em batalha contra eles. Em Mount&Blade cada batalha é atribuída a um renown value (valor de reconhecimento), que é dado de acordo com o tamanho e força dos membros de cada facção. Baseado no reconhecimento, o jogador pode receber convites de vassalagem pelos líderes de uma das cinco facções. Virando um vassalo, o jogador ganha controle de um feudo, que ele pode controlar e coletar taxas de lá.
Resolvendo missões e destruíndo oponentes o jogador ganha pontos de experiência, que podem ser usados para aprimorar atributos, habilidades e proficiências em armas para futuramente desenvolver o personagem. Mount&Blade faz uso de estatísticas derivadas, significando que os atributos ditam o nível máximo de habilidade de certo atributo. Por exemplo, a habilidade leadership (liderança), que indica o número de membros que um exército pode conter, não pode ser elevado a mais de um terço de seu atributo base, o charisma (carisma). Proficiências podem ser elevadas a qualquer momento por atacar outros oponentes.
Cada facção do jogo se baseia em uma civilização que existiu na Terra. O Reino da Swadia (Kingdom of Swadia) é baseado nos reinos da Inglaterra e França; o Reino Rhodok (Kingodom of Rhodoks) é baseado nos reinos da atual Itália, na atual Alemanha, e no reino da Escócia; o Reino de Vaegir (Kingdom of Vaegirs), baseando-se nos reinos eslavos das terras do Leste da Europa; o Reino do Norte (Kingdom of Nords) é baseado nos reinos da extrema Europa Nórdica, assemelhando-se aos viquingues; o Sultanato Sarranide (Sarranid Sultanate) é beaseado nos reinos dos povos dos desertos e das regiões áridas da Ásia e África; e o Khanato Khergita (Khergit Kanate), baseando-se no Império Mongol.
Todas as facções são compostas pelo rei e por seus vassalos. Cada um possui seu próprio exercito, feudos, castelos com guarnição e um título que aparece antes de seus nomes. Para conseguir um exército, o jogador deve ir de vila em vila e perguntar por voluntários para segui-lo. Inicialmente os recrutas são camponeses, mas eles vão se evoluindo toda vez que participam de batalhas, eles vão ganhando pontos de experiencia. Assim, toda vez que eles são evoluídos, melhoram-se seus atributos, armaduras e armamentos.